# 20e cérémonie des Florida Film Critics Circle Awards
 (décembre 2016).
Si vous disposez d'ouvrages ou d'articles de référence ou si vous connaissez des sites web de qualité traitant du thème abordé ici, merci de compléter l'article en donnant les références utiles à sa vérifiabilité et en les liant à la section « Notes et références ».
La 20e cérémonie des Florida Film Critics Circle Awards (FFCC Awards), décernés par le Florida Film Critics Circle, a eu lieu le 23 décembre 2015, et a récompensé les films réalisés dans l'année.

## Palmarès

### Meilleur film
- Mad Max: Fury Road
- Spotlight
- Carol
- The Big Short : Le Casse du siècle
- Seul sur Mars

### Meilleur réalisateur
- Mad Max: Fury Road - George Miller
- Carol - Todd Haynes
- The Revenant - Alejandro G. Iñárritu
- Spotlight - Tom McCarthy
- Seul sur Mars - Ridley Scott

### Meilleur acteur
- Love & Mercy - Paul Dano
- The Revenant - Leonardo DiCaprio
- Dalton Trumbo - Bryan Cranston
- Steve Jobs - Michael Fassbender
- Danish Girl - Eddie Redmayne

### Meilleure actrice
- Room - Brie Larson
- 45 ans - Charlotte Rampling
- Carol - Cate Blanchett
- Brooklyn - Saoirse Ronan
- Mad Max: Fury Road - Charlize Theron

### Meilleur acteur dans un second rôle
- Oscar Isaac - Ex machina
  - Michael Shannon - 99 Homes
  - Mark Ruffalo - Spotlight
  - Mark Rylance - Le Pont des espions
  - Sylvester Stallone - Creed : L'Héritage de Rocky Balboa

### Meilleure actrice dans un second rôle
- Sils Maria - Kristen Stewart
- Les Huit Salopards - Jennifer Jason Leigh
- Love & Mercy - Elizabeth Banks
- Carol - Rooney Mara
- Ex machina - Alicia Vikander

### Meilleur scénario original
- Spotlight - Josh Singer, Tom McCarthy
- Mistress America - Noah Baumbach, Greta Gerwig
- Ex machina - Alex Garland
- Les Huit Salopards - Quentin Tarantino
- Vice-versa - Pete Docter, Meg LeFauve, Josh Cooley

### Meilleur scénario adapté
- The Big Short : Le Casse du siècle - Charles Randolph, Adam McKay
- Carol - Phyllis Nagy
- Brooklyn - Nick Hornby
- Room - Emma Donoghue
- Steve Jobs - Aaron Sorkin

### Meilleure direction artistique
- Carol - Judy Becker (en), Heather Loeffler
- Mad Max: Fury Road - Colin Gibson, Lisa Thompson, Katie Sharrock
- Brooklyn - François Séguin, Louise Tremblay, Jenny Oman, Suzanne Cloutier
- Crimson Peak - Thomas E. Sanders, Jeffrey A. Melvin, Shane Vieau
- Love & Mercy - Keith P. Cunningham, Maggie Martin

### Meilleure photographie
- Mad Max: Fury Road - John Seale
- Carol - Edward Lachman
- The Revenant - Emmanuel Lubezki
- Sicario - Roger Deakins
- Youth - Luca Bigazzi

### Meilleurs effets visuels
- Mad Max: Fury Road
- Star Wars, épisode VII : Le Réveil de la Force
- Ex machina
- Seul sur Mars
- The Walk : Rêver plus haut

### Meilleure musique
- Love & Mercy - Atticus Ross
- Carol - Carter Burwell
- Les Huit Salopards - Ennio Morricone
- Mad Max: Fury Road - Junkie XL
- Star Wars, épisode VII : Le Réveil de la Force - John Williams

### Meilleur film en langue étrangère
- The Assassin
- Mommy
- Mustang
- Phoenix
- Le Fils de Saul

### Meilleur film d'animation
- Vice-versa
- Anomalisa
- Le Voyage d'Arlo
- Snoopy et les Peanuts, le film
- Shaun le mouton, le film

### Meilleur film documentaire
- Amy
- Heart of a Dog
- Best of Enemies
- Cartel Land
- The Look of Silence

### Meilleure distribution
- Spotlight
- Tangerine
- The Big Short : Le Casse du siècle
- Mistress America
- Straight Outta Compton

### Pauline Kael Breakout Award
(meilleure révélation)
- Star Wars, épisode VII : Le Réveil de la Force - Daisy Ridley
- Danish Girl, Ex machina - Alicia Vikander
- The Diary of a Teenage Girl - Bel Powley
- Tangerine - Kitana Kiki Rodriguez
- Room - Jacob Tremblay